# Ксенофобия в Чили
Ксенофобия в Чили — существующие в чилийском обществе и государстве явления и проявления межэтнической вражды, предрассудков и дискриминации. Государство Чили как участник Международной конвенции о ликвидации всех форм расовой дискриминации обязало себя вести борьбу с этими проявлениями.

## Отношение к индейцам

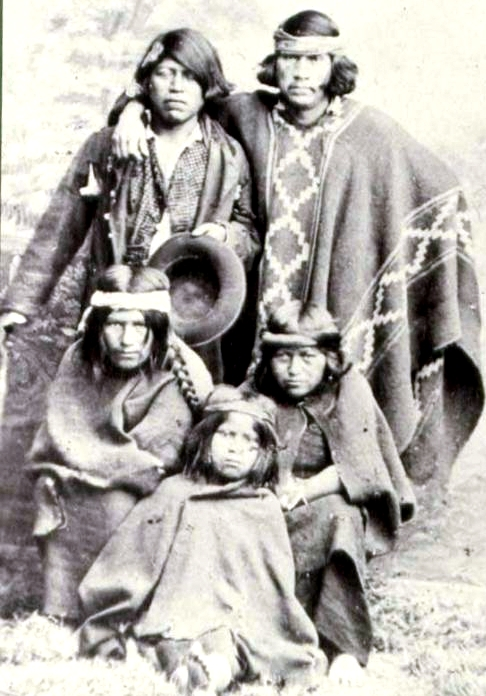
Фотография семьи мапуче: исход XIX столетия

Со значительным расистским умонастроением было связано обоснование завоеваний Чили территорий у соседних боливийского и перуанского государств в XIX веке. Чилийцы видели себя как представителей превосходящей белой расы, покоряющей низшую расу.
Это отношение сохранялось и в остававшейся у власти до 1990 года хунте Пиночета: чилийский адмирал Хосе Торибио Мерино описывал боливийцев как метаморфизировавших представителей верблюжьих (исп. auquénidos metamorfoseados), научившихся говорить, но не думать.
Несмотря на значительную метисизацию местного населения, среди чилийцев и до сегодняшнего дня распространено пренебрежительное отношение к коренному индейскому населению, в особенности к отличившимся значительной непокорностью мапуче.

## Отношение к чернокожим
В Чили долгое время практически не было негроидных меньшинств. На сегодня такое меньшинство чаще всего составляют трудовые мигранты. В стране были зафиксированы движения скинхедов, преследующие чёрных[страница не указана 2225 дней].

## Антисемитизм
По оценкам Института по исследованию мирового антисемитизма и политики Чили по состоянию на 2015 год представляет собой страну с наиболее сильными и опасными антисемитскими тенденциями во всей Латинской Америке.

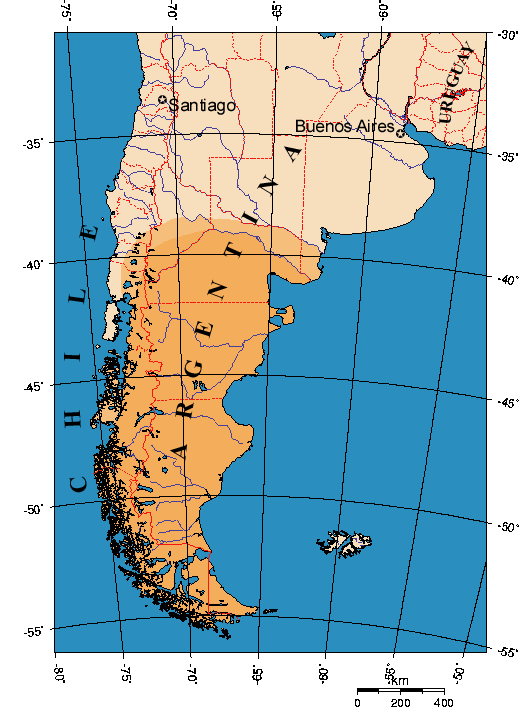
Включающая территории Аргентины и Чили карта Патагонии, где согласно теории заговора «План Андиния» должно возникнуть еврейское государство

Первым случаем масштабного подстрекания антиеврейской истерии в Чили стали сформировавшиеся в XIX веке параллельно с началом миграции на американские континенты евреев из Российской империи представления о «Плане Андиния»: среди населения Чили разжигались страхи о стремлении евреев украсть земли Патагонии для формирования на них собственного государства.
В ходе XX века свои вклады в укрепление антисемитизма в Чили внесли массовое бегство из послевоенной Германии в эту страну (наряду с Аргентиной) бывших офицеров СС и других нацистских преступников, а также формирование в Чили крупнейшей зарубежной общины палестинских арабов, которая, несмотря на значительное число в её составе палестинских христиан, отличается большими симпатиями к ХАМАСу.
По данным Антидиффамационной лиги, в Чили распространены случаи осквернения еврейских кладбищ и оскорбительные, либо призывающие к расправам над евреями, граффити на синагогах.
Основанные на «Плане Андиния» теории заговора остаются одними из популярнейших антисемитских доводов и в современном Чили. Так, в 2012 году в ходе процесса над 23-летним израильским гражданином Ротемом Зингером, который по версии чилийского обвинения путём халатного обращения с туалетной бумагой в лесу привёл к возникновению лесного пожара, большое распространение в Чили получил слух, согласно которому Зингер действовал по поручению Израиля во исполнение плана сжечь леса Патагонии, с тем чтобы добиться передачи этой суверенной территории страны под мандат ООН с последующим образованием на ней нового еврейского государства. Сенатор Эухенио Тума, занимающий пост президента комиссии по международным отношениям чилийского сената, заявил, что Израиль ежегодно посылает в Чили десяток тысяч военных под видом туристов.
Немалая часть антисемитских проявлений в Чили связана с отношением жителей к Государству Израиль. В 2015 году получил известность инцидент с Талом Яакоби — израильским гражданином, которому чилийский пограничник при пересечении в 2013 году аргентино-чилийской границы, как заявляется, вначале швырнул паспорт в лицо, а затем нарисовал в нём половой член и приписал «Да здравствует Палестина!». Студенческий совет юридического факультета Чилийского университета проголосовал за резолюцию о бойкоте лиц и организаций, связанных с Израилем; впоследствии резолюция была отменена.
22 августа 2016 года Центр Симона Визенталя, обращаясь с письмом к президенту Чили Мишель Бачелет, отметил, что возрастающая в Чили враждебность к еврейскому государству ставит под удар евреев Латинской Америки.